# Serpula vermicularis
Lo serpula (Serpula vermicularis Linnaeus, 1767) è un anellide policheta della famiglia dei Serpulidae.

## Descrizione
Vive in un tubo calcareo prodotto dall'animale stesso e aderente al substrato, da cui sporge il ciuffo branchiale, di colore rosa-arancio, a due lobi. Il tubo presenta sempre costolature evidenti, talvolta disposte a spirale. Fino a 7 centimetri di lunghezza per un diametro di 5 centimetri.

## Alimentazione e comportamento
Si nutre, tramite il ciuffo branchiale, di micro-organismi planctonici. Se avvicinato troppo velocemente si ritira all'interno del tubo calcareo.

## Habitat e distribuzione
Diffuso nell'Oceano Atlantico orientale, fino al Mare del Nord, e nel Mar Mediterraneo su substrati duri, generalmente coralligeni, da pochi metri di profondità fino a 1800 metri.

## Specie affini
S. concharum, da cui si distingue per le spirali del tubo, piuttosto evidenti.